# Sobieski (Minnesota)
Sobieski es una ciudad ubicada en el condado de Morrison en el estado estadounidense de Minnesota. En el Censo de 2010 tenía una población de 195 habitantes y una densidad poblacional de 18,06 personas por km².

## Geografía
Sobieski se encuentra ubicada en las coordenadas 45°55′19″N 94°28′58″O / 45.92194, -94.48278. Según la Oficina del Censo de los Estados Unidos, Sobieski tiene una superficie total de 10.8 km², de la cual 10.8 km² corresponden a tierra firme y (0%) 0 km² es agua.

## Demografía
Según el censo de 2010, había 195 personas residiendo en Sobieski. La densidad de población era de 18,06 hab./km². De los 195 habitantes, Sobieski estaba compuesto por el 100% blancos, el 0% eran afroamericanos, el 0% eran amerindios, el 0% eran asiáticos, el 0% eran isleños del Pacífico, el 0% eran de otras razas y el 0% pertenecían a dos o más razas. Del total de la población el 0% eran hispanos o latinos de cualquier raza.